# Apeiron
Pour un article plus général, voir Anaximandre.

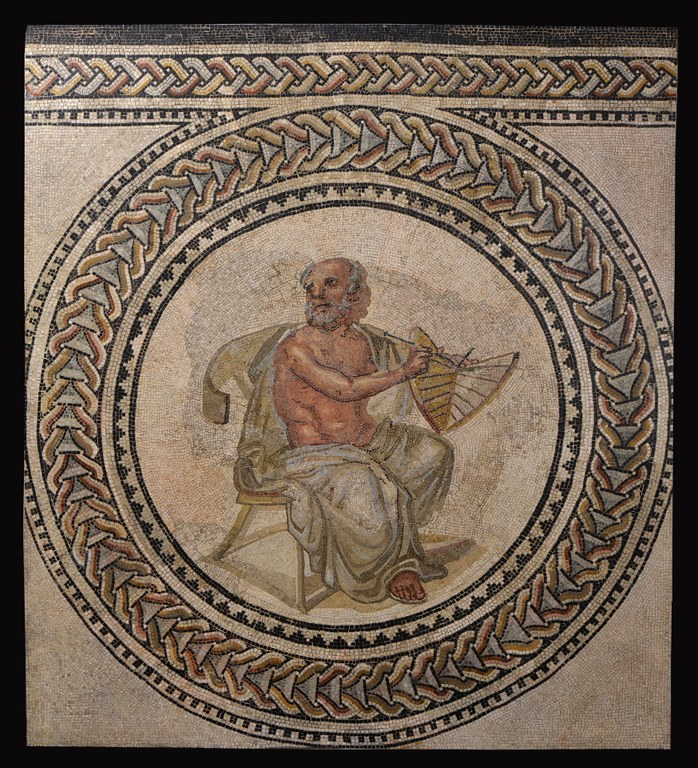
Mosaïque de Trèves, datant du IIIe siècle après J.C., représentant Anaximandre de Milet, le philosophe grec ayant le premier présenté le concept d’apeiron.

L'apeiron (en grec ancien : ἄπειρον / apeiron, « illimité ») est un concept philosophique présenté la première fois par Anaximandre au VIe siècle av. J.-C. (voir La Parole d'Anaximandre) pour désigner ce principe originel que recherchaient les tenants de l'école milésienne. Thalès voyait en l'eau le principe originel, la substance de toute chose. Pour Anaximandre, c'est l'apeiron, qui signifie « illimité, indéfini, indéterminé », qui est le principe et l'élément de tout ce qui existe. L’apeiron est inaccessible en soi à la sensibilité, car il n'est accessible que par les formes qu'il prend et les modifications de formes qu'il subit. Il est nécessaire pour expliquer l’existence de tout ce que nous percevons. Il ne peut posséder de qualité déterminée et n'est désigné que négativement.

## Anaximandre
Anaximandre décrit l'apeiron comme seule cause du développement aussi organisé de notre Univers. C'est en affirmant l'infinité de ce dernier qu'il décrit l'apeiron comme étant un élément invisible à l'œil humain déterminant tout ce en quoi consiste notre monde et ce, depuis toujours et jusqu'à l'infini. Ce serait aussi cette force qui aurait créé les humains, la Terre, les galaxies et les étoiles. C'est en somme le principe de tout ce qui est.

## Thalès
Thalès est un milésien  qui explique la Création du Monde non pas par l'Apeiron mais par l'eau. Son raisonnement est le suivant : puisque l'eau est présente dans tous les êtres vivants et que sans eau il n'y a point de vie alors l'eau est synonyme de fertilité, et c'est l'eau qui a donné naissance aux autres éléments soit par évaporation soit par condensation.

Il pense également que la Terre repose sur l'eau.

## Pythagore
Selon lui, la réalité est basée sur une régularité, les nombres sont indispensables, avec eux on peut tout compter et l’entièreté de la nature est quantifiable. Il est le penseur de la théorie de l’harmonie des sphères.

### Liens
- Cosmologie
- Présocratiques
- École milésienne
- (grc + fr + en) Philoctetes — Anaximandre : fragments